# Свети Георги (Търново)
Вижте пояснителната страница за други значения на Свети Георги.
„Свети Георги“ (на гръцки: Αγίου Γεωργίου) е възрожденска православна църква в бившето преспанско село Търново (Анкатото), част от Леринската, Преспанска и Еордейска епархия на Вселенската патриаршия, под управлението на Църквата на Гърция.

## История
Църквата е единствената запазена сграда от изселеното село. Изградена е в 1867 година.

## Описание
Църквата е еднокорабна базилика с полукръгла апсида на изток и трем от южната и западната страна. Апсидата е с оригиналното покривно покритие от каменни плочи, докато наосът е с турски керемиди. Над апсидата има вградена каменна плоча с издялан кръст и шестолъчна звезда.
Фрагментите от стенописи, които са оцелели в лошо състояние в апсидата на светилището, са примери за народното изкуство на региона (фигури на йерарси, Света Богородица Влахернска, Сваляне от кръста), докато катедрата, издълбана в ствол на дърво, също представлява интерес.